# XXXVI Olimpíada Brasileira de Matemática
A XXXVI Olimpíada Brasileira de Matemática (OBM) foi a 36ª edição da Olimpíada Brasileira de Matemática, realizada durante o ano de 2014 envolvendo escolas públicas e particulares de todo o território Brasileiro, além das principais Universidades do Brasil. A competição contou com 4 níveis de participação:
- Nível 1 - destinado aos alunos do 6º e 7º anos do ensino fundamental

- Nível 2 - destinado aos alunos do 8º e 9º anos do ensino fundamental

- Nível 3 - destinado aos alunos do ensino médio

- Nível U (Universitário) - destinado aos alunos de qualquer curso de graduação no ensino superior.

Como ocorrido nos anos anteriores, a XXXVI OBM ocorreu em três fases, levando-se em consideração uma nota mínima de corte para admissão às fases subsequentes baseada na somatória das pontuações das fases anteriores, e a pontuação total obtida nas três fases para premiação.

## Calendário
Conforme divulgado pela Comissão de Olimpíadas da SBM, o calendário para a edição de 2014 foi o seguinte:
| Evento                                                   | Data                            |
| -------------------------------------------------------- | ------------------------------- |
| Período de Inscrições                                    | 24 de março a 9 de maio de 2014 |
| Primeira Fase - Níveis 1, 2 e 3                          | 3 de junho de 2014              |
| Data de publicação da nota de corte para a Segunda Fase  | 5 de julho de 2014              |
| Segunda Fase - Níveis 1, 2 e 3                           | 6 de setembro de 2014           |
| Primeira Fase - Nível Universitário                      | 6 de setembro de 2014           |
| Data de publicação da nota de corte para a Terceira Fase | 13 de outubro de 2014           |
| Terceira Fase - Nível 1                                  | 25 de outubro de 2014           |
| Terceira Fase - Níveis 2 e 3 - Primeiro Dia              | 25 de outubro de 2014           |
| Segunda Fase - Nível Universitáio - Primeiro Dia         | 25 de outubro de 2014           |
| Terceira Fase - Níveis 2 e 3 - Segundo Dia               | 26 de outubro de 2014           |
| Segunda Fase - Nível Universitáio - Segundo Dia          | 26 de outubro de 2014           |
| Divulgação dos premiados                                 | dezembro de 2014                |